# Supertaça Cândido de Oliveira 1990
La Supertaça Cândido de Oliveira 1990 è stata la 12ª edizione di tale edizione, l'annuale incontro di apertura della stagione calcistica portoghese che vede di fronte i vincitori della Primeira Divisão della stagione precedente e della Taça de Portugal (o la finalista di quest'ultima in caso il vincitore di campionato e coppa coincidano).
Nella Supercoppa del 1990 si affrontarono il Porto (campione della Primeira Divisão 1989-90) e l'Estrela Amadora, detentrice della Taça de Portugal quell'anno.
Dopo l'andata ad Amadora del 7 agosto 1990 (vittoria dei locali 2-1) il Porto riesce a rimontare l'Estrela 3-0 tra le mura amiche dello Stadio das Antas e a conquistare il quinto trofeo della sua storia di Supercoppa portoghese.

## Tabellini

### Andata
| Arbitro: | Valente (Setúbal) |

|                        |           |              |
| Miranda 61’ Baroti 78’ | Marcatori | 75’ Geraldão |

| Estrela Amadora | Porto |

#### Formazioni
| Estrela Amadora  |   |                  |  |     |
|                  |   |                  |  |     |
| P                | 1 | Joaquim Melo     |  |     |
| D                | 2 | Rui Neves        |  |     |
| D                | 3 | Duílio ()        |  |     |
| D                |   | Valério Pereira  |  |     |
| D                |   | Álvaro Magalhães |  |     |
| C                |   | Paulo Bento      |  |     |
| C                |   | Joaquim Rebelo   |  |     |
| C                |   | Marito           |  | 76’ |
| C                |   | António Miranda  |  | 85’ |
| A                |   | Abel Campos      |  |     |
| A                | 9 | Baroti           |  |     |
| Sostituiti:      |   |                  |  |     |
| D                |   | Dimas            |  | 76’ |
| C                |   | Francisco Agatão |  | 85’ |
| Allenatore:      |   |                  |  |     |
| Manuel Fernandes |   |                  |  |     |

| Porto       |    |                 |  |     |
|             |    |                 |  |     |
| P           | 1  | Vítor Baía      |  |     |
| D           | 2  | João Pinto ()   |  |     |
| D           | 4  | Aloísio         |  |     |
| D           | 5  | Geraldão        |  |     |
| D           | 3  | Branco          |  |     |
| C           | 7  | António André   |  |     |
| C           |    | José Semedo     |  |     |
| C           |    | Abílio          |  |     |
| A           |    | Jaime Magalhães |  | 46’ |
| A           |    | Jorge Couto     |  |     |
| A           | 9  | Stéphane Paille |  |     |
| Sostituiti: |    |                 |  |     |
| A           | 15 | Emil Kostadinov |  | 46’ |
| Allenatore: |    |                 |  |     |
| Artur Jorge |    |                 |  |     |

### Ritorno
| Arbitro: | Trigo (Beja) |

|                                   |           |  |
| Paille 8’ Semedo 81’ J. Couto 85’ | Marcatori |  |

| Porto | Estrela Amadora |

#### Formazioni
| Porto       |    |                 |  |     |
|             |    |                 |  |     |
| P           | 1  | Vítor Baía      |  |     |
| D           | 2  | João Pinto ()   |  | 79’ |
| D           | 4  | Aloísio         |  |     |
| D           | 5  | Geraldão        |  |     |
| D           | 3  | Branco          |  |     |
| C           | 7  | António André   |  |     |
| C           | 10 | José Semedo     |  |     |
| C           | 11 | Rabah Madjer    |  | 73’ |
| A           | 6  | Jaime Magalhães |  |     |
| A           | 8  | Emil Kostadinov |  |     |
| A           | 9  | Stéphane Paille |  |     |
| Sostituiti: |    |                 |  |     |
| C           |    | Abílio          |  | 79’ |
| C           | 16 | Jorge Couto     |  | 73’ |
| Allenatore: |    |                 |  |     |
| Artur Jorge |    |                 |  |     |

| Estrela Amadora  |   |                  |  |     |
|                  |   |                  |  |     |
| P                | 1 | Joaquim Melo     |  |     |
| D                | 2 | Rui Neves        |  |     |
| D                | 3 | Duílio ()        |  |     |
| D                |   | Valério Pereira  |  |     |
| D                |   | Álvaro Magalhães |  |     |
| C                |   | Paulo Bento      |  |     |
| C                |   | Joaquim Rebelo   |  |     |
| C                |   | Marito           |  |     |
| C                |   | António Miranda  |  | 46’ |
| A                | 7 | Abel Campos      |  |     |
| A                | 9 | Baroti           |  | 69’ |
| Sostituiti:      |   |                  |  |     |
| D                |   | Dimas            |  | 46’ |
| A                |   | Ricky            |  | 69’ |
| Allenatore:      |   |                  |  |     |
| Manuel Fernandes |   |                  |  |     |